# Rock'n'Roll Christmas Party
Rock'n'roll Christmas party är ett julalbum av The Playtones från 2010 .

## Låtlista
| Nr  | Titel                                                                                                | Låtskrivare                                                 |
| --- | --- | ----------------------------------------------------------- |
| 1.  | "Here Comes Santa Claus Again"                                                                       | Buck Owens, Red Simpson                                     |
| 2.  | "Fira jul på fyra hjul"                                                                              | Karl-Ola S. Kjellholm, Pontus Karlsson, Kristian Lagerström |
| 3.  | "Christmas Times Has Fond Me"                                                                        | Karl-Ola S. Kjellholm, Jakke Erixson, Kristian Lagerström   |
| 4.  | "Trucking Trees for Christmas"                                                                       | Red Simpson                                                 |
| 5.  | "Tomten är aldrig sen"                                                                               | Micke Finell, Teddie Ericsson , Ulf Georgsson               |
| 6.  | "Run Run Rudolph"                                                                                    | Marvin Brodie, John Marks                                   |
| 7.  | "Ingen jul utan dig"                                                                                 | Karl-Ola S. Kjellholm, Kent Liljefjäll, Kristian Lagerström |
| 8.  | "Santa's on the Go"                                                                                  | Karl-Ola S. Kjellholm, Kent Liljefjäll, Kristian Lagerström |
| 9.  | "All I Want for Christmas Dear is You"                                                               | Bonnie Owens, Don Rich                                      |
| 10. | "Christmas Bug"                                                                                      | Per Månsson                                                 |
| 11. | "Julnatt"                                                                                            | Anna Neah Olsson                                            |
| 12. | "Julmedley" (Winter Wonderland, White Christmas, Jingle Bell Rock, Rockin' Around the Christmas Tree |                                                             |
| 13. | "Santa Looked a Lot Like Daddy"                                                                      | Bonnie Owens, Don Rich                                      |

## Medverkande
- Playtones

## Listplaceringar
| Lista (2010-2011) | Position |
| ----------------- | -------- |
| Sverige           | 6        |